# Power Glove

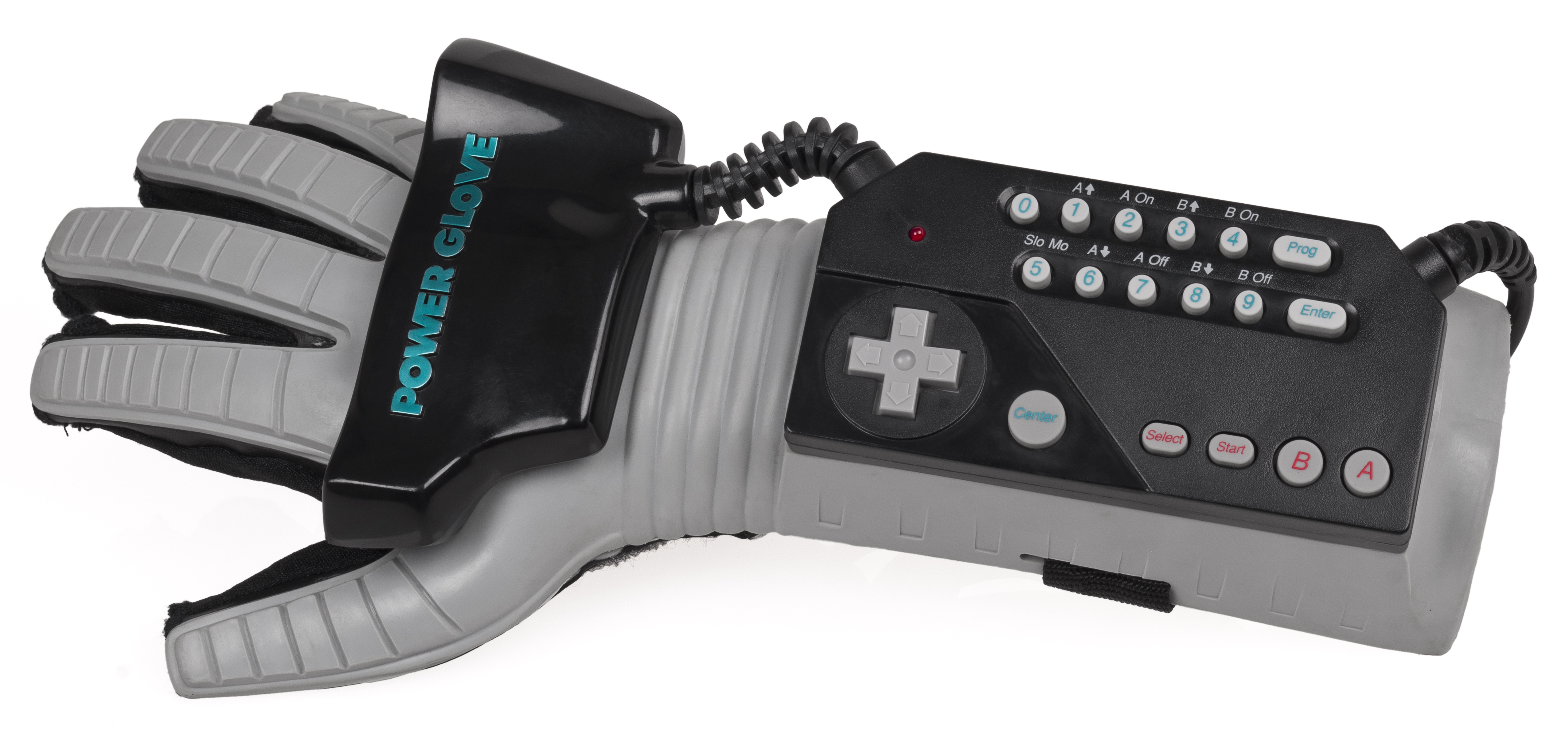

Power Glove lanserades 1989, och är ett tillbehör till spelkonsolen NES för rörelsekänslighet, i form av en handske. Power Glove användes i spel som Punch Out, men produktionen blev kortvarig. Power glove använder sig av bland annat ultraljud för kommunikation.
I filmen The Wizard säger karaktären Lucas Barton "I Love the Power Glove it's so bad" och det blev ett skämt på internet.

### Fotnoter
1. ↑  ”AGE Tech”. Abrams Gentile Entertainment. Arkiverad från originalet den 25 maj 2015. https://web.archive.org/web/20150525222703/http://www.ageinc.com/tech/index.html. Läst 27 juni 2014.
2. ↑  Howard  Eglowstein (1990). ”Reach Out And Touch Your Data”. BYTE. https://www.microsoft.com/buxtoncollection/a/pdf/BYTE%20Glove%20Comparision.pdf.